# Rivière Gagnon
Pour les articles homonymes, voir Gagnon.
La rivière Gagnon est un affluent du chenal d'en Haut qui se jette dans le lac Saint-Paul (qui se déverse dans le fleuve Saint-Laurent via la rivière Godefroy).
Ce ruisseau coule dans la ville de Bécancour, dans la municipalité régionale de comté (MRC) de Bécancour, dans la région administrative du Centre-du-Québec, au Québec, au Canada.

## Géographie
Les principaux bassins versants de la rivière Gagnon sont :
- côté nord : rivière Bécancour, fleuve Saint-Laurent ;
- côté est : rivière Blanche, rivière Bécancour ;
- côté sud : rivière Blanche ;
- côté ouest : chenal d'en Haut, rivière Judith, fleuve Saint-Laurent.

La rivière Gagnon prend sa source dans une zone agricole de la ville de Bécancour, au sud de la rivière Bécancour et au nord du hameau de Précieux-Sang. La rivière Gagnon reçoit les eaux du bras Est de la rivière Gagnon et du bras Ouest de la rivière Gagnon.
À partir de sa source, la rivière Gagnon coule sur 5,4 km, surtout en territoire agricole. Sur son cours, la rivière traverse la partie sud-ouest du territoire Wôlinak.
La rivière Gagnon se déverse sur la rive ouest du chenal d'en Haut. Sa confluence est située à 1,0 km à l'est de la rivière Judith, au sud de la ville de Bécancour et au sud de la confluence de la rivière Bécancour.

## Toponymie
Le toponyme « rivière Gagnon » a été officialisé le 17 août 1978 à Commission de toponymie du Québec.